# Guillermo III de Hesse
Guillermo III "el Joven", landgrave de Hesse (8 de septiembre de 1471 - 17 de febrero de 1500) gobernó la parte del país conocida como Alto Hesse, con residencia en Marburgo.
Guillermo fue el hijo del landgrave Enrique III de la Casa de Hesse y su esposa Ana de Katzenelnbogen. Cuando su padre murió en 1483, Guillermo era aún menor, y por lo tanto tuvo como tutores a su tío el arzobispo Germán IV de Colonia, y Hans Hofman de Dörnberg hasta 1489.
Con los ricos ingresos del país pudo Guillermo adquirir en 1492 la mitad de la baronía de Eppstein (incluyendo el llamado Ländchen ("pequeño país")) y en 1493 parte de Klingenberg am Main.
En 1498 se casó con Isabel, la hija del elector palatino Felipe.
Guillermo murió joven después de caerse del caballo mientras cazaba, y no dejó descendencia legítima. Sus propiedades pasaron a su primo Guillermo II, de manera que todo el landgraviato de Hesse de nuevo estuvieron unidos en una sola mano (además del condado de Katzenelnbogen).